# Ярослав Зика
Ярослав Зика (чеськ. Jaroslav Zýka, 9 лютого 1922, Усті-над-Орлиццю — 10 грудня 2010) — чеський письменник-фантаст та професор аналітичної хімії. Вважається одним із найвідоміших чеських письменників-фантастів 60-70-х років ХХ століття.

## Біографія
Ярослав Зика народився в місті Усті-над-Орлиццю. До 1948 року він вивчав хімію в Карловому університеті. У 1953—1970 роках він очолював кафедру аналітичної хімії на природничому факультеті університету, а в 1965—1968 роках був деканом фізико-математичного факультету Карлового університету. Ярослав Зика займався вивченням окисно-відновних процесів із використанням електроаналітичних методів. Він є автором більш ніж 300 наукових публікацій, зокрема двотомного видання «Посібник з аналітичних методів», третього тому видання «Хелати в аналітичній хімії». Також Ярослав Зика є автором низки науково-популярних книжок, зокрема разом із Володимиром Карпенком є автором книги «Елементи очима минулого» (чеськ. Prvky očima minulosti, 1984), а з Бедржихом Молданом і Яном Єніком є автором книги «Живий світ очима природознавця» (чеськ. Životní prostředí očima přírodovědce, 1986). Ярослав Зика був також одним із експертів ЮНЕСКО, а також вів на чехословацькому телебаченні цикл телепередач «Людина і хімія».

## Творчість
Ярослав Зика брав участь у секції науково-фантастичної літератури при Спілці письменників Чехословаччини, яку очолював Йозеф Несвадба, й оповідання, які написав Зика, за своїми сюжетами близькі до творів Несвадби. Більшість науково-фантастичних творів Ярослава Зики увійшли до трьох збірок автора, публікувались також у фантастичних антологіях «Невидимі злодії» (чеськ. Neviditelní zloději, 1980) і «Люди з сузір'я Лева» (чеськ. Lidé ze souhvězdí Lva, 1983). Також Ярослав Зика є автором книги про подорож до Таїланду «У країні білого слона».

#### Збірки оповідань
- Неістоти (чеськ. Nejistoty, 1969)
- Задушливо (чеськ. Dusno, 1970)
- Чорні мури сну (чеськ. Černé můry snů, 1975)